# Línea Nambu
La Línea Nambu (南武線 Nanbu-sen?) es una línea de tren suburbano de Japón que es operado por la compañía JR East. Este línea conecta la ciudad de Kawasaki en la prefectura de Kanagawa con la ciudad de Tachikawa en el oeste de Tokio.

## Estaciones

### Línea principal
| Nombre (Código)            | Japonés    | Longitud (km)    | Longitud (km) | Transferencias                                                                                   | Ubicación             | Ubicación  |
| Nombre (Código)            | Japonés    | Entre estaciones | Total         | Transferencias                                                                                   | Barrio/Ciudad         | Prefectura |
| -------------------------- | ---------- | ---------------- | ------------- | ------------------------------------------------------------------------------------------------ | --------------------- | ---------- |
| Kawasaki (JN01)            | 川崎       |                  | 0.0           | JR East: Línea Keihin-Tōhoku, Línea Tōkaidō Keikyu: Línea Keikyu, Línea Daishi (Keikyu Kawasaki) | Kawasaki-ku, Kawasaki | Kanagawa   |
| Shitte (JN02)              | 尻手       | 1.7              | 1.7           | JR East: Línea Nambu (Ramal)                                                                     | Saiwai-ku, Kawasaki   | Kanagawa   |
| Yako (JN03)                | 矢向       | 0.9              | 2.6           |                                                                                                  | Tsurumi-ku, Yokohama  | Kanagawa   |
| Kashimada (JN04)           | 鹿島田     | 1.5              | 4.1           | JR East: Línea Yokosuka                                                                          | Saiwai-ku, Kawasaki   | Kanagawa   |
| Hirama (JN05)              | 平間       | 1.2              | 5.3           |                                                                                                  | Nakahara-ku, Kawasaki | Kanagawa   |
| Mukaigawara (JN06)         | 向河原     | 1.3              | 6.6           |                                                                                                  | Nakahara-ku, Kawasaki | Kanagawa   |
| Musashi-Kosugi (JN07)      | 武蔵小杉   | 0.9              | 7.5           | Tōkyū: Línea Toyoko, Línea Meguro                                                                | Nakahara-ku, Kawasaki | Kanagawa   |
| Musashi-Nakahara (JN08)    | 武蔵中原   | 1.7              | 9.2           |                                                                                                  | Nakahara-ku, Kawasaki | Kanagawa   |
| Musashi-Shinjo (JN09)      | 武蔵新城   | 1.3              | 10.5          |                                                                                                  | Nakahara-ku, Kawasaki | Kanagawa   |
| Musashi-Mizonokuchi (JN10) | 武蔵溝ノ口 | 2.2              | 12.7          | Tōkyū: Línea Den-en-toshi (Mizonokuchi)                                                          | Takatsu-ku, Kawasaki  | Kanagawa   |
| Tsudayama (JN11)           | 津田山     | 1.2              | 13.9          |                                                                                                  | Takatsu-ku, Kawasaki  | Kanagawa   |
| Kuji (JN12)                | 久地       | 1.0              | 14.9          |                                                                                                  | Takatsu-ku, Kawasaki  | Kanagawa   |
| Shukugawara (JN13)         | 宿河原     | 1.3              | 16.2          |                                                                                                  | Tama-ku, Kawasaki     | Kanagawa   |
| Noborito (JN14)            | 登戸       | 1.1              | 17.3          | Odakyu: Línea Odawara                                                                            | Tama-ku, Kawasaki     | Kanagawa   |
| Nakanoshima (JN15)         | 中野島     | 2.2              | 19.5          |                                                                                                  | Tama-ku, Kawasaki     | Kanagawa   |
| Inadazutsumi (JN16)        | 稲田堤     | 1.3              | 20.8          | Keio: Línea Sagamihara (Keio-Inadazutsumi)                                                       | Tama-ku, Kawasaki     | Kanagawa   |
| Yanokuchi (JN17)           | 矢野口     | 1.6              | 22.4          |                                                                                                  | Inagi, Tokio          | Tokio      |
| Inagi-Naganuma (JN18)      | 稲城長沼   | 1.7              | 24.1          |                                                                                                  | Inagi, Tokio          | Tokio      |
| Minami-Tama (JN19)         | 南多摩     | 1.4              | 25.5          |                                                                                                  | Inagi, Tokio          | Tokio      |
| Fuchu-Hommachi (JN20)      | 府中本町   | 2.4              | 27.9          | JR East: Línea Musashino                                                                         | Fuchu, Tokio          | Tokio      |
| Bubaigawara (JN21)         | 分倍河原   | 0.9              | 28.8          | Keio: Línea Keio                                                                                 | Fuchu, Tokio          | Tokio      |
| Nishifu (JN22)             | 西府       | 1.2              | 30.0          |                                                                                                  | Fuchu, Tokio          | Tokio      |
| Yaho (JN23)                | 谷保       | 1.6              | 31.6          |                                                                                                  | Kunitachi, Tokio      | Tokio      |
| Yagawa (JN24)              | 矢川       | 1.4              | 33.0          |                                                                                                  | Kunitachi, Tokio      | Tokio      |
| Nishi-Kunitachi (JN25)     | 西国立     | 1.3              | 34.3          |                                                                                                  | Tachikawa, Tokio      | Tokio      |
| Tachikawa (JN26)           | 立川       | 1.2              | 35.5          | JR East: Línea Chūō (Rápida), Línea Ome Monorraíl Tama-Toshi (Tachikawa-Kita, Tachikawa-Minami)  | Tachikawa, Tokio      | Tokio      |

### Línea Ramal
| Nombre (Código)           | Japonés  | Longitud (km)    | Longitud (km) | Transferencias         | Ubicación             | Ubicación              |
| Nombre (Código)           | Japonés  | Entre estaciones | Total         | Transferencias         | Barrio/Ciudad         | Prefectura             |
| ------------------------- | -------- | ---------------- | ------------- | ---------------------- | --------------------- | ---------------------- |
| Shitte (JN02)             | 尻手     |                  | 0.0           | JR East: Línea Nambu   | Saiwai-ku, Kawasaki   | Prefectura de Kanagawa |
| Hatchōnawate (JN51)       | 八丁畷   | 1.1              | 1.1           | Keikyu: Línea Keikyu   | Kawasaki-ku, Kawasaki | Prefectura de Kanagawa |
| Kawasaki-Shinmachi (JN52) | 川崎新町 | 0.9              | 2.0           |                        | Kawasaki-ku, Kawasaki | Prefectura de Kanagawa |
| Odasake (JN53)            | 小田栄   | 0.7              | 2.7           |                        | Kawasaki-ku, Kawasaki | Prefectura de Kanagawa |
| Hama-Kawasaki (JN54)      | 浜川崎   | 1.4              | 4.1           | JR East: Línea Tsurumi | Kawasaki-ku, Kawasaki | Prefectura de Kanagawa |

La ramal de la línea Nambu comienza en la estación Shitte con paradas en Hatchōnawate, Kawasaki-Shinmachi, y Odasakae, como en la terminal Hama-Kawasaki. En Hama-Kawasaki, el público aborda la Línea Tsurumi. Los servicios son realizados con dos coches EMU de la serie 205 que son operadoras con una persona (en otros términos, la operación Wanman). Tiene un uso muy congestionado, porque la línea sirve al Área Industrial Keihin al lado de la bahía de Tokio.

## Stock de material rodante
La flota de la Línea Nambu se encuentra en el depósito de Nakahara. Los trenes en la línea principal tiene 6 coches; los trenes en la línea ramal tiene 2 coches.
- Serie E233-8000 (línea principal, desde 2014)
- Serie 205-1000 (línea ramal, desde agosto de 2002)

### Material rodante obsoleto
- Serie 72 (de 1963 a 1978)
- Serie 103 (hasta 2004)
- Serie 101 (hasta 2003)
- Serie 209 (hasta 2017)